# Peetrimõisa, Viljandimaa
Peetrimõisa är en ort i Estland. Den ligger i Saarepeedi kommun och landskapet Viljandimaa, i den södra delen av landet, 130 km söder om huvudstaden Tallinn. Peetrimõisa ligger 81 meter över havet och antalet invånare är 187.
Terrängen runt Peetrimõisa är platt. Runt Peetrimõisa är det ganska tätbefolkat, med 104 invånare per kvadratkilometer. Närmaste större samhälle är Viljandi, 2,7 km sydväst om Peetrimõisa. Omgivningarna runt Peetrimõisa är en mosaik av jordbruksmark och naturlig växtlighet.